# Hillside (Illinois)
Hillside è un comune degli Stati Uniti d'America, situato nell'Illinois, nella contea di Cook. La località fa parte dell'area metropolitana di Chicago.